# Obersimmental (huyện)
Huyện Obersimmental là một trong 26 huyện hành chính ở bang Bern, Thụy Sĩ. Thủ phủ là Blankenburg ở đô thị Zweisimmen. Huyện này có diện tích 334 km² và gồm có 4 đô thị:
| Đô thị      | Dân số (tháng 1 năm 2005) | Diện tích (km²) |
| ----------- | ------------------------- | --------------- |
| Boltigen    | 1,418                     | 77.0            |
| Lenk        | 2,323                     | 123,1           |
| St. Stephan | 1,343                     | 60.9            |
| Zweisimmen  | 2,973                     | 73,1            |